# Andrés Martínez Vargas
Andrés Martínez Vargas (Barbastro (Huesca), 1861-Barcelona, 1948) fue un impulsor de la pediatría en España a través de una vasta labor en sus facetas como profesor, escritor, conferenciante y médico.

## Biografía
Primo del político regeneracionista Joaquín Costa Martínez, Andrés fue el primogénito de una familia de los siete hijos de un barbero. Estudió el bachillerato en el colegio de los Padres Escolapios de Barbastro. En 1877 comienza a estudiar medicina en la Universidad de Zaragoza licenciándose a los 19 años con la calificación de sobresaliente y obteniendo el Premio Extraordinario de Licenciatura.
En 1881 se traslada a Madrid para estudiar el doctorado quedando bajo la tutela de José Salamero Martínez y teniendo como compañero a su primo, Joaquín Costa. Su tesis de doctorado, Clorosis crítica de sus teorías patogénicas, obtuvo la calificación de sobresaliente. Su maestro, Antonio Espina y Capó, le aconseja que se presente a unas inminentes oposiciones al Cuerpo de la Beneficencia General de Madrid, ganando una de las cinco plazas frente a 105 opositores.
En 1886 se trasladó a Estados Unidos y a México en viaje de estudios. En Nueva York asistió a las lecciones clínicas de «enfermedades de los niños» impartidas por el profesor Abraham Jacobi (el llamado Néstor de los pediatras americanos) en el hospital Bellevue. En México presenta varios trabajos científicos que le valen el ingreso en la Academia Nacional de Medicina de México.
En 1886 se convoca en la Facultad de Medicina de Madrid la primera Cátedra universitaria española de Enfermedades de la Infancia y su Clínica, que Francisco Criado Aguilar ocuparía hasta 1920, en que le sucedió Enrique Suñer Ordóñez. En 1887, los compostelanos Juan Lojo Batalla y Patricio Borobio Díaz logran la misma Cátedra en las universidades de Santiago de Compostela y Zaragoza, respectivamente.
En 1888, recién llegado de su viaje americano, obtiene Martínez Vargas la Cátedra de esta nueva asignatura en la Facultad de Medicina de Granada, dando su primera lección el 2 de octubre de 1888. Ese mismo año se convocaron otras dos cátedras en Barcelona y Valencia,respectivamente, ganadas por el también aragonés Juan Enrique Iranzo Simón, la de Barcelona, y por Ramón Gómez Ferrer, la de Valencia. Ese mismo año de 1888, Martínez Vargas creó en Granada una «Escuela de madres», en la que con la colaboración de los alumnos de la Facultad de Medicina daba consejos de higiene infantil y alimentación infantil a las madres de los niños enfermos que acudían al Hospital Clínico, desarrollando así la pediatría social en forma de puericultura práctica.
Durante su periodo granadino, Martínez Vargas desarrolló una amplia labor divulgativa sobre temas tan importantes para aquella época como la difteria, las diarreas, los cálculos infantiles, entre otras, publicando igualmente unas gráficas perimétricas y pedibarométricas y unas lecciones de introducción a la pediatría, en las que por primera vez en España sugirió que el título oficial de la cátedra fuera el de «Pediatría», en lugar del de «enfermedades de la infancia».
En 1892 reemplaza a Juan Enrique Iranzo Simón en la Cátedra de Enfermedades de la Infancia en la Universidad de Barcelona, de la que llegó a ser rector durante el período comprendido entre 1919 y 1927. En 1894 ingresó en la Real Academia de Medicina de Cataluña.
En 1922 fue senador electo por Huesca. En 1925 es nombrado Académico de Mérito de la Real Academia Hispano Americana de Ciencias, Artes y Letras.
En 1926 fue nombrado Caballero de la Legión de Honor, distinción otorgarda por el gobierno francés. Tuvo una relación muy estrecha con Francia. Perteneció a la Unión médica franco-ibero-americana (UMFIA), cuyo objetivo fue facilitar el intercambio entre élites médicas latinas, especialmente entre franceses y españoles.
Entre 1937 y 1939, durante la Guerra Civil y bajo la protección del consulado francés, se trasladó a Pamplona, donde trabajó como médico de sala y jefe de cirugía del Hospital «Alfonso Carlos». El Colegio Oficial de Médicos de Navarra  le nombró Socio Honorario el 15 de marzo de 1937.
En 1947, un año antes de su muerte, recibe un homenaje de la actual Real Academia de Medicina de Cataluña tras 52 años de pertenencia.

### Publicaciones y actividad pediátrica
Se catalogan más de doscientos artículos publicados en varios idiomas, además de los escritos en lengua castellana. Además, colaboró en el Diario Mercantil, La Vanguardia, El Noticiero Universal, Las Noticias y El Liberal con artículos divulgativos sobre la higiene, policía de costumbres, eugenesia, puericultura y maternología.
En 1900 Martínez Vargas funda y dirige hasta 1936 la revista La Medicina de los niños, en la cual se recogen hasta 37 tomos y 188 bibliografías de obras alemanas, inglesas, francesa e italianas.

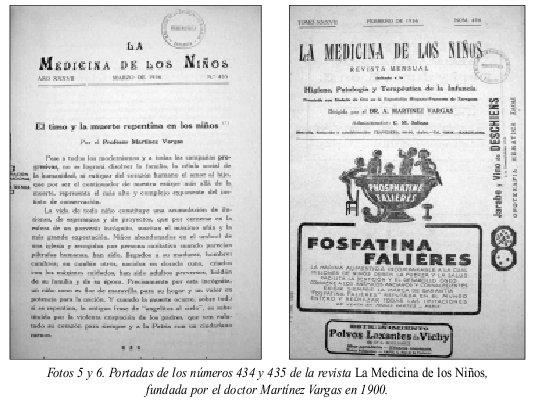
Revista La medicina de los niños.

 En 1902 imparte la primera conferencia en la Universidad Popular de la Escuela Moderna, fruto de la colaboración con Francisco Ferrer Guardia en una serie de conferencias dominicales públicas, a que acudían los alumnos, sus familiares y gran número de trabajadores. En esta Universidad Popular también participó el catedrático Odón de Buen. Ambos profesores colaboraron en el Boletín de la Escuela Moderna. En 1912 funda la Asociación Española de Pediatría. En 1914 es el organizador y presidente del I Congreso Español de Pediatría.
En 1915 publicó Tratado de Pediatría y fue declarado, por Real Orden, de mérito relevante en lo científico y en lo docente por el Consejo Superior de Instrucción Pública.
En septiembre de 1916 funda en Barbastro el primer Instituto Nipiológico de España, con el objetivo de disminuir la mortalidad infantil mediante consejos a las madres acerca del modo de cuidar a los niños y la concesión de ayudas para su alimentación.Que le valió la concesión de la  Gran Cruz de la Orden civil de Beneficencia.

## Obras
- Folleto con su bibliografía en el 150 aniversario de su nacimiento en la III Semana de las Letras de la Biblioteca Pública de Barbastro.
- Ciencia y Universidad en Andalucía. E-Catálogo de Catedráticos, 1857-1944.

| Título | Año  |
| --- | ---- |
| Clorosis crítica de sus teorías patogénicas | 1883 |
| Estudio crítico de la farmacopea francesa | 1885 |
| Estrofanto | 1886 |
| Crítica de las ventajas que al conocimiento y terapéutica de las enfermedades infecciosas han aportado el laboratorio y la clínica                  | 1886 |
| Cocaína. Estudio histórico, químico, industrial, fisiológico y terapéutico                                                                          | 1886 |
| Absceso infradiafragmático izquierdo, Perforación del diafragma y del pericardio. Propericardias. Abertura ulcerosa del ventrículo cardiaco derecho | 1887 |
| Deformidades de las piernas y pies, su terapéutica. Estado científico de la Ortopedia en los Estados Unidos                                         | 1888 |
| Desinfección práctica moderna | 1888 |
| Terapéutica de la difteria, según el doctor Jacobí                                                                                                  | 1888 |
| Toxic pemphigus of a newborn child | 1888 |
| Tratamiento de la Escarlatina | 1888 |
| Introducción a la Pediatría, Sus fundamentos patológico y terapéutico. Plan de la asignatura                                                        | 1889 |
| Neoplasmas en la Infancia | 1889 |
| Proyecto de un hospital y orfanato para 200 niños                                                                                                   | 1889 |
| Revista Pediátrica | 1889 |
| Sociedad Pediátrica Americana | 1889 |
| Tabla pedibarométrica como directora de la lactancia y profiláctica de la mortalidad infantil                                                       | 1889 |
| Valeur de la thérapeutique chirurgicale dans les affections tuberculoses                                                                            | 1889 |
| Adherent vesical calculus in a child clinical history and general study of the question PDF                                                         | 1890 |
| Climatología. Necesidad de reformar el concepto de clima y el defectuoso enunciado "topografía médica"                                              | 1890 |
| El primer meeting de la Sociedad pedriática americana                                                                                               | 1890 |
| Estudios de pediatría. Una bibliografía con algo de Historia                                                                                        | 1890 |
| Etiologie et pathogenie des gastro enteritis des nouminons                                                                                          | 1900 |
| Gangrena pulmonar difusa latente en Festchisft | 1900 |
| General infantile atrophy and the injections of serum                                                                                               | 1900 |
| Le tubage et la tracheotomie dans le croup complioque de tronchopneumonie                                                                           | 1900 |
| Medicamentos inconvenientes en las pulmonías de los niños                                                                                           | 1901 |
| Botiquín Escolar | 1905 |
| Tuberculosis del corazón, de la sangre y de los vasos linfáticos                                                                                    | 1908 |
| Tratado de Pediatría | 1915 |
| Manual de las damas enfermeras de la Cruz Roja | 1918 |
| Mi visita al frente francés | 1919 |
| L'arthritisme chez les enfants | 1924 |
| Higiene social de la infancia | 1925 |
| La undécima Fiesta Anual de la infancia en el "Instituto Nipiológico Martínez Vargas"                                                               | 1926 |
| Consejos a las madres para la mejor crianza de sus niños                                                                                            | 1927 |
| Medidas internacionales de la protección a la infancia                                                                                              | 1927 |
| Enfermedades del niño recién nacido | 1941 |
| Historia de la Pediatría en España | 1946 |

## Reconocimientos
Desde 1975, el Instituto de Enseñanza Secundaria de su ciudad natal, Barbastro, lleva su nombre como homenaje. En 2010 la Asociación Española de Pediatría reedita su obra Historia de la Pediatría Española. En mayo de 2011, el Ayuntamiento de Barbastro le dedicó la III Semana de las Letras con motivo del 150 aniversario de su nacimiento. En 2017, el Ayuntamiento de Barbastro decidió junto a la Consejería de Salud del Gobierno de Aragón denominar al Hospital de Barbastro con su nombre.